# NGC 6923
NGC 6923 (другие обозначения — IC 5004, PGC 64884, ESO 462-29, MCG -5-48-17, AM 2028-310, IRAS20285-3100) — спиральная галактика с перемычкой (SBb) в созвездии Микроскоп.
Этот объект входит в число перечисленных в оригинальной редакции «Нового общего каталога».